# Pablo Albano
Pour les articles homonymes, voir Albano.
Paulo Albano, né le 11 avril 1967 à Buenos Aires, est un joueur de tennis professionnel argentin.
Ce spécialiste du double a remporté neuf tournois ATP et 18 tournois Challenger. Il réalise sa meilleure performance en Grand Chelem à Roland-Garros en parvenant en demi-finale du double en 1992.

## Palmarès

### Titres en double messieurs
| No | Date       | Nom et lieu du tournoi                       | Catégorie           | Dotation  | Surface         | Partenaire       | Finalistes                       | Score          |          |
| -- | ---------- | -------------------------------------------- | ------------------- | --------- | --------------- | ---------------- | -------------------------------- | -------------- | -------- |
| 1  | 10-09-1990 | Geneva Open Genève                           | World Series        | 225 000 $ | Terre (ext.)    | David Engel      | Neil Borwick Davis Lewis         | 6-3, 7-6       |          |
| 2  | 13-09-1993 | Grand Prix Passing Shot Bordeaux             | World Series        | 330 000 $ | Dur (ext.)      | Javier Frana     | David Adams Andreï Olhovskiy     | 7-6, 4-6, 6-3  |          |
| 3  | 05-08-1996 | Tournoi de tennis de Saint-Marin Saint-Marin | World Series        | 275 000 $ | Terre (ext.)    | Lucas Arnold Ker | Mariano Hood Sebastián Prieto    | 6-1, 6-3       |          |
| 4  | 12-08-1996 | Croatia Open Umag                            | World Series        | 375 000 $ | Terre (ext.)    | Luis Lobo        | Ģirts Dzelde Udo Plamberger      | 6-4, 6-1       |          |
| 5  | 24-02-1997 | Italian Indoors Milan                        | Championship Series | 689 250 $ | Moquette (int.) | Peter Nyborg     | David Adams Andreï Olhovskiy     | 6-4, 7-6       |          |
| 6  | 28-04-1997 | BMW Open Munich                              | World Series        | 400 000 $ | Terre (ext.)    | Àlex Corretja    | Karsten Braasch Jens Knippschild | 3-6, 7-5, 6-2  |          |
| 7  | 28-09-1998 | Mallorca Open Palma de Majorque              | Int' Series         | 425 000 $ | Terre (ext.)    | Daniel Orsanic   | Jiří Novák David Rikl            | 7-6, 6-3       | Parcours |
| 8  | 06-03-2000 | Cerveza Club Colombia Open Bogota            | Int' Series         | 350 000 $ | Terre (ext.)    | Lucas Arnold Ker | Joan Balcells Mauricio Hadad     | 7-64, 1-6, 6-2 |          |
| 9  | 24-07-2000 | Generali Open Kitzbühel                      | Series Gold         | 700 000 $ | Terre (ext.)    | Cyril Suk        | Joshua Eagle Andrew Florent      | 6-3, 3-6, 6-3  | Parcours |

### Finales en double messieurs
| No | Date       | Nom et lieu du tournoi                            | Catégorie           | Dotation  | Surface      | Vainqueurs                         | Partenaire          | Score             |          |
| -- | ---------- | ------------------------------------------------- | ------------------- | --------- | ------------ | ---------------------------------- | ------------------- | ----------------- | -------- |
| 1  | 21-08-1989 | Tournoi de tennis de Saint-Marin Saint-Marin      |                     | 93 400 $  | Terre (ext.) | Simone Colombo Claudio Mezzadri    | Gustavo Luza        | 6-4, 6-1          |          |
| 2  | 01-11-1993 | Banespa Open São Paulo                            | World Series        | 175 000 $ | Terre (ext.) | Sergio Casal Emilio Sánchez        | Javier Frana        | 4-6, 7-6, 6-4     |          |
| 3  | 07-08-1995 | San Marino Cepu Open Saint-Marin                  | World Series        | 275 000 $ | Terre (ext.) | Jordi Arrese Andrew Kratzmann      | Federico Mordegan   | 7-6, 3-6, 6-2     |          |
| 4  | 30-09-1996 | Marbella Open Marbella                            | World Series        | 303 000 $ | Terre (ext.) | Andrew Kratzmann Jack Waite        | Lucas Arnold Ker    | 6-7, 6-3, 6-4     |          |
| 5  | 14-04-1997 | Trofeo Conde de Godó Barcelone                    | Championship Series | 825 000 $ | Terre (ext.) | Alberto Berasategui Jordi Burillo  | Àlex Corretja       | 6-3, 7-5          |          |
| 6  | 05-10-1998 | Campionati Internazionali di Sicilia Palerme      | Int' Series         | 315 000 $ | Terre (ext.) | Donald Johnson Francisco Montana   | Daniel Orsanic      | 6-4, 7-6          |          |
| 7  | 25-09-2000 | Internazionali di Sicilia Freedomland Cup Palerme | Int' Series         | 350 000 $ | Terre (ext.) | Tomás Carbonell Martín García      | Marc-Kevin Goellner | Forfait           | Parcours |
| 8  | 09-04-2001 | Grand-Prix Hassan II Casablanca                   | Int' Series         | 325 000 $ | Terre (ext.) | Michael Hill Jeff Tarango          | David Macpherson    | 7-62, 6-3         | Parcours |
| 9  | 10-09-2001 | Gelsor Open Romania Bucarest                      | Int' Series         | 375 000 $ | Terre (ext.) | Aleksandar Kitinov Johan Landsberg | Marc-Kevin Goellner | 6-4, 65-7, [10-6] | Parcours |

### Finale en double mixte
| No | Date       | Nom et lieu du tournoi   | Catégorie | Dotation    | Surface    | Vainqueurs                 | Partenaire   | Score          |          |
| -- | ---------- | ------------------------ | --------- | ----------- | ---------- | -------------------------- | ------------ | -------------- | -------- |
| 1  | 25-08-1997 | US Open Flushing Meadows | G. Chelem | 4 976 000 $ | Dur (ext.) | Manon Bollegraf Rick Leach | Mercedes Paz | 3-6, 7-5, 7-63 | Parcours |

## Parcours dans les tournois duGrand Chelem

### En simple
| Année | Open d'Australie | Open d'Australie | Internationaux de France | Internationaux de France | Wimbledon | Wimbledon | US Open         | US Open      |
| ----- | ---------------- | ---------------- | ------------------------ | ------------------------ | --------- | --------- | --------------- | ------------ |
| 1992  | —                | —                | —                        | —                        | —         | —         | 1er tour (1/64) | A. Chesnokov |

N.B. : à droite du résultat se trouve le nom de l'ultime adversaire.

### En double mixte
| Année | Open d'Australie            | Open d'Australie        | Internationaux de France   | Internationaux de France | Wimbledon                   | Wimbledon            | US Open             | US Open               |
| ----- | --------------------------- | ----------------------- | -------------------------- | ------------------------ | --------------------------- | -------------------- | ------------------- | --------------------- |
| 1997  | 1er tour (1/16) P. Tarabini | G. Fernández A. Florent | 3e tour (1/8) Mercedes Paz | M. Bollegraf R. Leach    | 2e tour (1/16) Mercedes Paz | T. Križan W. Arthurs | Finale Mercedes Paz | M. Bollegraf R. Leach |

N.B. : le nom du ou de la partenaire se trouve sous le résultat ; le nom des ultimes adversaires se trouve à droite.